# المحلى بالآثار
المحلى في شرح المجلى بالحجج والآثار لمؤلفه الأمام علي بن حزم الأندلسي ناشر المذهب الظاهري، ويعتبر كتاب المحلى من أهم كتب ابن حزم الأندلسي، وقد شهر به وأعتبر بذلك ناشر المذهب الظاهري، الذي يأخذ بظاهر النص ومدلوله اللفظي والمعنوية، ومجتهدا لا يعتبر القياس في المعاني البتّة، ويعتبر القياس اللفظي إنما هو دلالة اللفظ أو دلالة المعنى من اللفظ، وإنما الخلاف بين أهل أصول الفقه في الألفاظ، ولا يعتبر العلة ولا يحكم إلا بالكتاب والسنة وإجماع الصحابة، والكتاب ثروة فقهية وموسوعة جامعة في الفقة المقارن حوت ما يعادل 2312 مسألة بدأها المؤلف بالعقائد وأنهاها بمسائل التعزير، واستعرض ابن حزم خلالها آراء الفقهاء والمجتهدين جميعا قبل أن ينقض عليهم مبدياً رأيه.

## محتوى الكتاب

### المقدمة
| المحلى بالآثار | الحمد لله رب العالمين ، وصلى الله على محمد خاتم النبيين والمرسلين ، وسلم تسليما ونسأل الله أن يصحبنا العصمة من كل خطإ وزلل ، ويوفقنا للصواب في كل قول وعمل , آمين آمين . أما بعد وفقنا الله وإياكم لطاعته ، فإنكم رغبتم أن نعمل للمسائل المختصرة التي جمعناها في كتابنا الموسوم " بالمحلى " شرحا مختصرا أيضا ، نقتصر فيه على قواعد البراهين بغير إكثار ، ليكون مأخذه سهلا على الطالب والمبتدئ ، ودرجا له إلى التبحر في الحجاج ومعرفة الاختلاف وتصحيح الدلائل المؤدية إلى معرفة الحق مما تنازع الناس فيه والإشراف على أحكام القرآن والوقوف على جمهرة السنن الثابتة ، عن رسول الله وتمييزها مما لم يصح ، والوقوف على الثقات من رواة الأخبار وتمييزهم من غيرهم والتنبيه على فساد القياس وتناقضه وتناقض القائلين به ، فاستخرت الله عز وجل على عمل ذلك ، واستعنته تعالى على الهداية إلى نصر الحق ، وسألته التأييد على بيان ذلك وتقريبه ، وأن يجعله لوجهه خالصا وفيه محضا آمين آمين رب العالمين . وليعلم من قرأ كتابنا هذا أننا لم نحتج إلا بخبر صحيح من رواية الثقات مسند ، ولا خالفنا إلا خبرا ضعيفا فبينا ضعفه ، أو منسوخا فأوضحنا نسخه، وما توفيقنا إلا بالله. | المحلى بالآثار |

### تقسيم الكتاب
تقع مطبوعة المحلى في 13 جزءًا، في 7050 صفحة، من القطع المتوسط. ويضم 2312 مسألة. وقد أحصى الأستاذ محمد رواس قلعجي 12903 رأياً من آراء السلف في كتاب المحلى، نسبها ابن حزم إلى 546 عالماً من علماء السلف، منهم من نسب إليه أكثر من 600 رأي، ومنهم من لم ينسب إليه سوى رأي واحد. بالإضافة إلى 250 مسألة نسبها إلى جماعة من الصحابة، لم يعرف لهم فيها مخالف.

### إتمام الكتاب
توفي ابن حزم الأندلسي قبل أن يتم كتابه المحلى، وبلغ به حتى المسألة 2028 فأتمه من بعده ابنه أبو رافع ملخصًا المسائل الباقية حسب أبواب الفقه من كتاب أبيه الإيصال إلى فهم كتاب الخصال.

## وصلات خارجية
- ابن حزم - المحلى